# Paul Vautrin
Pour les articles homonymes, voir Vautrin.
Paul Vautrin, né le 4 février 1876 à Tragny et mort le 21 septembre 1938 à Metz, est un homme politique français, maire de Metz de 1924 à 1938 et conseiller général.

## Biographie

### Origines
Fils de Joseph Vautrin, un paysan marchand de cochons, et de Marie Anne Lery, Marie Joseph Pierre Paul Vautrin naît en 1876 à Tragny,. Il est d’abord instituteur pendant quatre années après des études à l’École normale de Saint-Avold puis de Metz. Il s'établit ensuite comme commerçant à Strasbourg, puis à Metz où il est directeur commercial puis gérant du café de la Lune, situé non loin de l’hôtel de ville, place de la Cathédrale, lieu de rendez-vous des militants francophiles pendant la période allemande.

### Mandats
Élu conseiller municipal de Metz en juin 1914, membre du « Bloc lorrain », il est réélu après la guerre et devient adjoint en décembre 1919 puis premier adjoint. Il est élu maire de Metz le 17 juin 1924 et le reste jusqu’à sa mort le 21 septembre 1938. Si en 1929 sa liste ne l’a emporté qu’au second tour, elle est en revanche élue dans son intégralité en 1935. 
Il est conseiller général du canton de Metz-III depuis 1919, vice-président du conseil général en novembre 1936 et premier vice-président en octobre 1937. En 1932, il s’est porté candidat aux sénatoriales mais il n’a pas été retenu par l’URD. Il est à sa mort vice-président de l'Union des maires de France.

### Engagements civiques et politiques
Il préside la Société de prévoyance et de secours mutuels de Metz, dont il est membre depuis 1908, et l'Union départementale des sociétés de secours mutuels de la Moselle. Il est membre de l’association des « Malgré-nous » de Metz (Association des mutilés et soldats lorrains, sous-titrée « les malgré-nous », fondée en 1920 par Paul Durand, rédacteur en chef du Lorrain, afin de regrouper les anciens combattants mosellans incorporés dans l’armée allemande pendant la grande Guerre, comme d’ailleurs son adjoint à la municipalité Gabriel Hocquard, futur maire de Metz, ainsi que 5 autres conseillers municipaux messins, ou bien encore le chanoine Ritz. 
Catholique pratiquant, il est proche de l’Action catholique lorraine, mouvement civique de défense religieuse en Moselle fondé en 1924 et affilié à la Fédération nationale catholique, et assiste aux assemblées générales du groupement présidé par Émile Boiteux. Il est aussi vice-président de la Fédération diocésaine des œuvres de charité. 
Il appartient à l’Union républicaine lorraine, qui devient l’URD en 1929. Il est actionnaire de la société L’imprimerie du journal Le Lorrain (quotidien messin francophone et catholique), aux côtés de son directeur le chanoine Ritz, de plusieurs membres de la famille de Wendel et d’élus comme Jules Wolff ou Robert Schuman. 
Membre des Jeunesses patriotes, il est un républicain national hostile à la gauche et au communisme surtout. Il est partisan à la fin des années 1920 du rapprochement de l’URL d’avec la Fédération républicaine et son chef le député de Nancy Louis Marin. Il s’est toujours montré partisan de l’union des « nationaux » et a soutenu les ligues, les Jeunesses patriotes et les Croix-de-Feu. En 1936, il est l’un des fondateurs du Front lorrain et son coprésident. Membre de son comité exécutif provisoire, il précise la nature, les buts et le programme de ce rassemblement en décembre 1936 dans la presse. Il ne fait toutefois pas partie du comité exécutif du Front lorrain, enfin mis en place en 1937. Il est proche du Parti républicain national et social (PRNS), avatar des JP, ainsi que du Parti social français : il est présent à ses réunions les plus importantes à Metz jusqu’à sa mort survenue à Metz, le 21 septembre 1938.
Chevalier de la Légion d'honneur en 1925, il est promu officier en 1934. Il est inhumé au cimetière de l'Est (Metz).

### Hommages
Le quai Paul-Vautrin, le long de la Moselle entre le Moyen-Pont et le pont des Roches porte son nom.

## Ouvrages
- De Quelques aspects des impôts locaux du point de vue communal, conférence faite à l’Hôtel de ville de Metz, le 23 avril 1931, imprimerie du journal Le Lorrain, Metz, 1931 ;
- Paul Vautrin, maire de Metz. Dix années de vie municipale, 1924-1934, imprimerie du journal Le Lorrain, Metz, 1934

## Distinctions
- Officier de la Légion d'honneur en 1934
- Chevalier de la Légion d'honneur en 1925

## Sources
- Jean-François Colas, Les droites nationales en Lorraine dans les années 1930 : acteurs, organisations, réseaux, Thèse de doctorat, Université de Paris X-Nanterre, 2002
- Thibaut de la Corbière, Les maires de Metz, Metz, Ed. Serpenoise, 1995
- Paul Durand, Le visage des nôtres, 30 ans de petite histoire messine et lorraine 1920-1950, Metz, Ed. Le Lorrain, 1953
- François Roth, Le temps des journaux ; presse et cultures nationales en Lorraine mosellane 1860-1940, Metz-Nancy, Ed. Serpenoise-P.U.N., 1983
- François Roth, La Lorraine annexée ; Étude sur la Présidence de Lorraine dans l’Empire allemand (1870-1918), Thèse d’État, Université de Nancy II, 1976
- lexpress.fr, "Fidèles Messins", 20 mars 2003
- Dossier de la Légion d'honneur de Paul Vautrin dans la base Léonore